# Life in Cartoon Motion
Life in Cartoon Motion – tytuł pierwszej płyty libańskiego muzyka – Miki, wydanej 5 lutego 2007 roku.
Album w Polsce uzyskał status złotej płyty.

## Lista utworów
1. „Grace Kelly” – 3:07
2. „Lollipop” – 3:03
3. „My Interpretation” – 3:35
4. „Love Today” – 3:55
5. „Relax, Take It Easy” – 4:29
6. „Any Other World” – 4:19
7. „Billy Brown” – 3:14
8. „Big Girl – You Are Beautiful” – 4:08
9. „Stuck in the Middle” – 4:08
10. „Happy Ending” – 4:45
11. „Over My Shoulder” (ukryta ścieżka) – 4:45

## Single promujące płytę
- „Relax, Take It Easy”
- „Grace Kelly”
- „Love Today”